# Due come noi (singolo)
Due come noi è un singolo del rapper e cantautore italiano Dargen D'Amico, pubblicato l'8 novembre 2013 come quinto estratto dal quinto album in studio Vivere aiuta a non morire su etichetta discografica Universal Music Italia. Il brano ha visto la partecipazione di Max Pezzali, con il quale aveva già collaborato alla rivisitazione di Hanno ucciso l'Uomo Ragno 2012 nella traccia omonima.

## Video musicale
Il videoclip, diretto da Jennifar Gentileschi, è stato pubblicato il 7 novembre 2013 attraverso il canale YouTube di D'Amico.

## Tracce
Testi di Jacopo Matteo Luca D'Amico, Max Pezzali, Marco Zangirolami, musiche di Max Pezzali, Marco Zangirolami.
1. Due come noi (con Max Pezzali) – 3:36